# Abies kawakamii
Sapin de Taiwan
Espèce
Classification phylogénétique
Statut de conservation UICN

 NT  : Quasi menacé
Abies kawakamii  est une espèce d'arbre de la famille des Pinaceae.

## Répartition et habitat
Cette espèce pousse dans les montagnes de Taïwan. Elle pousse à de hautes altitudes, entre 2 400 et  3 800 m. Dans cette région le climat est tempéré et extrêmement humide, il y a entre 4 000 et 10 000 mm de précipitation par an.
Elle a été importée en Angleterre en 1930, et on peut aussi la trouver en Amérique du Nord et en Europe.